# Сахаров Євген Ілліч
Євген Ілліч Са́харов (рос. Евгений Ильич Сахаров; нар. 19 травня 1908, Сімферополь — 2001) — російський режисер; заслужений діяч мистецтв УРСР з 1960 року.

## Біографія
Народився 19 травня 1908 року в Сімферополі. В 1928 році закінчив студію при Кримському російському драматичному театрі. Член КПРС з 1954 року.
Працював у театрах Сімферополя, Севастополя, Кривого Рога, Ташкента, Астрахані, Мінська, Баку. В 1961—1963 роках — у Харківському російському драматичному театрі імені О. С. Пушкіна.

## Вистави
- «Оптимістична трагедія» В. Вишневського;
- «В степах України» О. Корнійчука;
- «Битва в дорозі» (за романом Г. Ніколаєвої) та інші.